# سیارک ۱۳۲۸۷۴
سیارک ۱۳۲۸۷۴ (به انگلیسی: 132874 Latinovits، نامگذاری:2002RV118) صد و سی و دو هزار و هشتصد و هفتاد و چهارمین سیارک کشف شده‌است که در ۹ سپتامبر ۲۰۰۲ کشف شد.